# 马房山站
马房山站位于中华人民共和国湖北省武汉市洪山区，是武汉地铁8号线和11号线的地铁换乘站。

## 车站结构
马房山站位于珞狮路和洪兴巷交叉路口，8号线沿珞狮路敷设，位于洪兴巷以北；11号线沿洪兴巷敷设，位于珞狮路以西。两线的换乘形式为“L”型节点换乘。

### 楼层分布
| 地面     | 地面                                                         | 出入口                               |  |  |
| 地下一层 | 站厅                                                         | 售票机、客服中心、武漢通充值、洗手間 |  |  |
| 地下二层 |                                                              | █ 8号线 往金潭路（下一站：街道口）   |  |  |
|          | 岛式站台，左侧车门将会打开，站台设有通往11号线站台的换乘通道 |                                      |  |  |
|          |                                                              | █ 8号线 往军运村（下一站：文治街）   |  |  |
| 地下三层 |                                                              | █ 11号线 往江安路（下一站：丁字桥）  |  |  |
|          | 岛式站台，左侧车门将会打开，站台设有通往8号线站台的换乘通道  |                                      |  |  |
|          |                                                              | █ 11号线 往葛店南站（下一站：虎泉）  |  |  |

### 出入口
|                                                 |      | |
|                                                 |      | |
| 出口编号                                        | 设施 | 建议前往的目的地                                                                                      |
| A                                               |      | 珞狮路 洪达巷、武汉理工大学（马房山校区西院）、洪山区中医医院、武汉理工大学附属小学、明雅苑、鸿达苑   |
| B (预留)                                        |      | 珞狮路 武汉理工大学（鉴湖校区）、逸景苑、理公馆                                                       |
| C                                               |      | 珞狮路 珞桂路、武汉理工大学（马房山校区东院）、马房山教师小区、鸿桂苑北区、圆梦·美丽家园              |
| D                                               |      | 珞狮路 马房山中学                                                                                     |
| E                                               |      | 洪兴巷 武汉理工大学（鉴湖校区）、武汉理工大学（外国语学院）、武汉理工大学附属小学、理工云创城、理公馆 |
| F                                               |      | 洪兴巷 逸景苑、博文花园                                                                               |
| G                                               |      | |
| 注： 設有升降機 \| 設有輪椅升降台 \| 設有洗手間 |      | |

## 鄰近地點
武汉理工大学

## 接驳交通
珞狮路马房山：331、567、576、586、591、817、905

### 内部链接
- 武汉地铁车站列表